# ピエロ・ディ・ロレンツォ・デ・メディチ
ピエロ・ディ・ロレンツォ・デ・メディチ（イタリア語: Piero di Lorenzo de' Medici, 1472年2月15日 - 1503年12月28日）は、フィレンツェのメディチ家の当主の一人。フィレンツェ共和国を追放され、早世したため、ピエロ・ロ・スフォルトゥナート（Piero lo Sfortunato、不運なピエロ）あるいはピエロ・イル・ファトゥオ（Piero il Fatuo、愚昧なピエロ）と通称される。ロレンツォ・デ・メディチとクラリーチェ・オルシーニの長男で、ジョヴァンニ（ローマ教皇レオ10世）、ジュリアーノの兄である。

## 生涯
メディチ家最盛期を築いた父・ロレンツォが1492年に43歳で病死すると、ピエロは20歳の若さで家督を継いだ。元々人望に乏しく、不満も高まっていたが、1494年、フランス軍がナポリ王国を目指して侵攻した際、抗戦せず独断でフランス軍の入城を許可したため、フィレンツェを追放された。これと一緒にメディチ銀行も破綻した。メディチ家は亡命生活を送ることになる。
その後、ピエロはチェーザレ・ボルジアの軍と共に行動していたが、1503年、戦闘で逃走中にガリリャーノ川で溺死した。ピエロの死により、メディチ家の当主は弟のジョヴァンニ（枢機卿。後のローマ教皇レオ10世）に継承された。
ピエロの子ロレンツォは1513年、ジョヴァンニと共にフィレンツェに帰還し、復権を果たす。